# Andoni Aranaga
Andoni Aranaga Azkune (Azpeitia, España, 1 de enero de 1979) es un ciclista español.
Debutó como profesional en 2004 con el equipo Chocolade Jacques. En la única gran vuelta que participó fue en el Giro de Italia, en la ediciones de 2004 y 2006, retirándose en ambas ediciones.

## Palmarés
2005
- 1 etapa de la Vuelta a la Comunidad Valenciana
- 1 etapa de la Vuelta a Asturias

## Resultados en Grandes Vueltas
Durante su carrera deportiva comsiguió los siguientes puestos en las Grandes Vueltas:
| Carrera | Carrera         | 2004 | 2005 | 2006 | 2007 |
| ------- | --------------- | ---- | ---- | ---- | ---- |
|         | Giro de Italia  | Ab.  | —    | Ab.  | —    |
|         | Tour de Francia | —    | —    | —    | —    |
|         | Vuelta a España | —    | —    | —    | —    |

―: No participa

Ab.: Abandono

## Equipos
- Chocolade Jacques (2004)
- Kaiku (2005)
- Euskaltel-Euskadi (2006-2007)